# Ніколя-Жозеф Кюньо

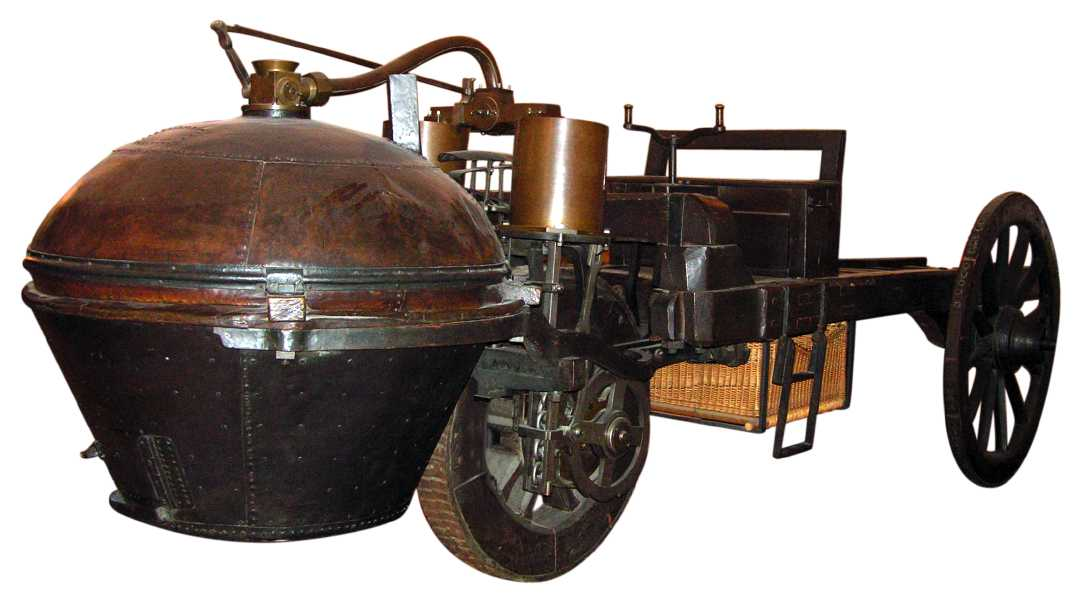
Підвода Кюньо

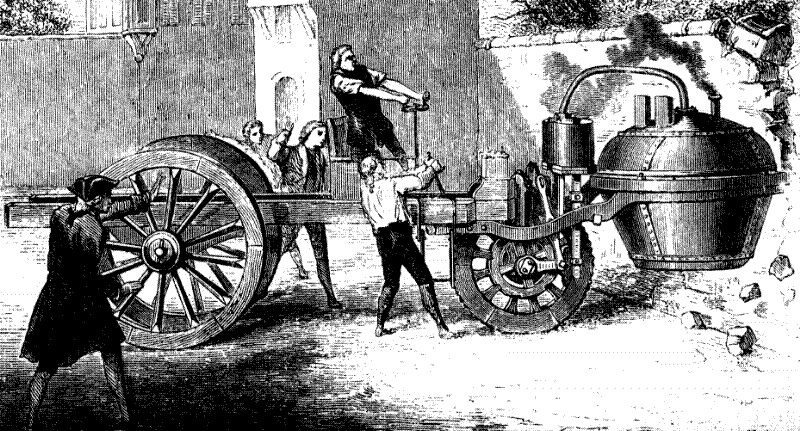
Підвода Кюньо врізається в стіну

Ніколя́-Жозе́ф Кюньо́ (фр. Nicolas-Joseph Cugnot) (25 лютого 1725, Вуа-Вакон, Лотарингія, Франція — 2 жовтня 1804, Париж) — французький винахідник. Створив самохідний віз з паровим двигуном, який вважається першим автомобілем.

## Біографія
Народився 26 лютого 1725 року у селі Вуа-Вакон у Лотарингії. Відомо, що Кюньо з дитинства виявляв зацікавленість до всіляких механічних пристроїв, наприклад на млинах.
Майже 20 років прослужив у армії, дослужився до чину капітана. Це був найвищий чин, якого міг досягти недворянин. 1763 року Кюньо пішов у відставку та почав викладати у військовій школі. 1766 року вийшла друком його книжка «Елементи воєнного мистецтва стародавнього і сучасного» (фр. Éléments de l'art militaire ancien et moderne) а 1769 року — книжка «Фортифікаційна робота: теорія і практика» (фр. Fortification de campagne théorique et pratique).
1764 року Кюньо отримав офіційне доручення від французького військового міністра герцога де Шуазель на створення парового тягача для потреб артилерії. У жовтні 1769 року Кюньо вперше продемонстрував свою машину у Парижі. Паровий казан цієї машини не мав топки і для того, щоб розігріти воду в ньому, багаття розпалювали під казаном на землі. Після того як пара піднімалася, машина вирушала. Роботи казана вистачало лише на 12 хвилин. Потім паровик знову необхідно було наповняти водою, запалювати під ним багаття. Незважаючи на вади, двигун захопив військового міністра і він замовив Кюньо більшу за розмірами і потужнішу машину.
22 квітня 1770 року була представлена наступна машина для апробації. У парового казана цієї машини вже була власна топка.
Спершу демонстрація пристрою йшла успішно, але в один з моментів заклинило систему кермування, внаслідок чого агрегат врізався у стіну і вона обвалилася.
У липні 1771 року машину було відремонтовано, однак на той час міністр, що протегував Кюньо, опинився в неласці при дворі і роботи Куньо були припинені. Кюньо таким чином був позбавлений необхідної фінансової підтримки.
1794 року биндюги Кюньо відкотили у паризький музей мистецтв і ремесел, де вони й досі зберігаються у чудовому стані.
Після цього про Кюньо забули у армії.
1778 року він публікує «Теорію фортифікації». 1779 року він отримує пенсію у 660 ліврів. Через десять років, під час Великої французької революції, Кюньо був позбавлений цієї пенсії і переїхав у Брюссель. 1800 року йому повернули пенсію і він жив з того часу у Парижі.